# Алискино
Алискино — деревня в Можайском районе Московской области в составе Юрловского сельского поселения. Численность постоянного населения по Всероссийской переписи 2010 года — 9 человек. До 2006 года Алискино входило в состав Губинского сельского округа.
Деревня расположена в южной части района, у границы с Калужской областью, примерно в 30 км к юго-западу от Можайска, на запруженной речке Синица — левом притоке реки Берега (приток реки Протва), высота центра над уровнем моря 240 м. Ближайшие населённые пункты — Ивакино на юге, на противоположном берегу реки и Лопатино в 3 км на северо-восток. Через деревню проходит региональная автодорога 46К-1130 Уваровка — Можайск.